# Златина Делирадева
Златина Стефанова Делирадева е български хорова диригентка и музикална педагожка. Бивша професорка по хорово дирижиране в Академията за музикално, танцово и изобразително изкуство в Пловдив.

## Биография
Родена е на 24 септември 1942 г. в Чирпан. Дъщеря е на зъболекаря Стефан Хаджипетров и преводачката Янка Хаджипетрова. Завършва хорово дирижиране в Българска държавна консерватория в класа на основателя на българската хорова школа проф. Георги Димитров и изтъкнатия диригент проф. Самуил Видас. Главна диригентка на хор „Детска китка“ от 1972 г.
Под нейно ръководство хор „Детска китка“ се утвърждава като един от водещите български хорови състави и печели престижни награди от хорови конкурси и фестивали в цяла Европа: Целе – Словения (1981 г.), Дебрецен – Унгария (1984 г.), Арнем – Холандия (1987 г.), Варна – България (1989 г.), Кантонигрос – Испания (1995 г.), Хале – Германия (1998 г.), Маасмехелен – Белгия (1999 г.). В артистичната биография на хора са записани 37 задгранични турнета и над седемстотин концерта. През декември 2006 г. хор „Детска китка“ печели Голямата награда на Международния фестивал за адвентна и коледна музика в Прага.
Златина Делирадева е професорка по хорово дирижиране в Академия за музикално, танцово и изобразително изкуство – Пловдив. От 1999 г. до 2008 г. е заместник-ректорка по художествено-творческата дейност на Академията.

## Отличия
Проф. Делирадева е носителка на наградата „Най-добър диригент“ от международния хоров конкурс в Целе (Словения), на „Златна лира“ на Съюза на българските музикални и танцови дейци, на наградата „Пловдив“, на орден „Кирил и Методий“, на академичната награда „Медения чан“ и на наградата на Съюза на българските музикални и танцови дейци, Министерството на културата и радио ФМ Класик „Кристална лира“ (2007) . Почетна гражданка на Чирпан и носителка на Почетния знак на Пловдив (2007 г.).